# Zdzisław Witwicki

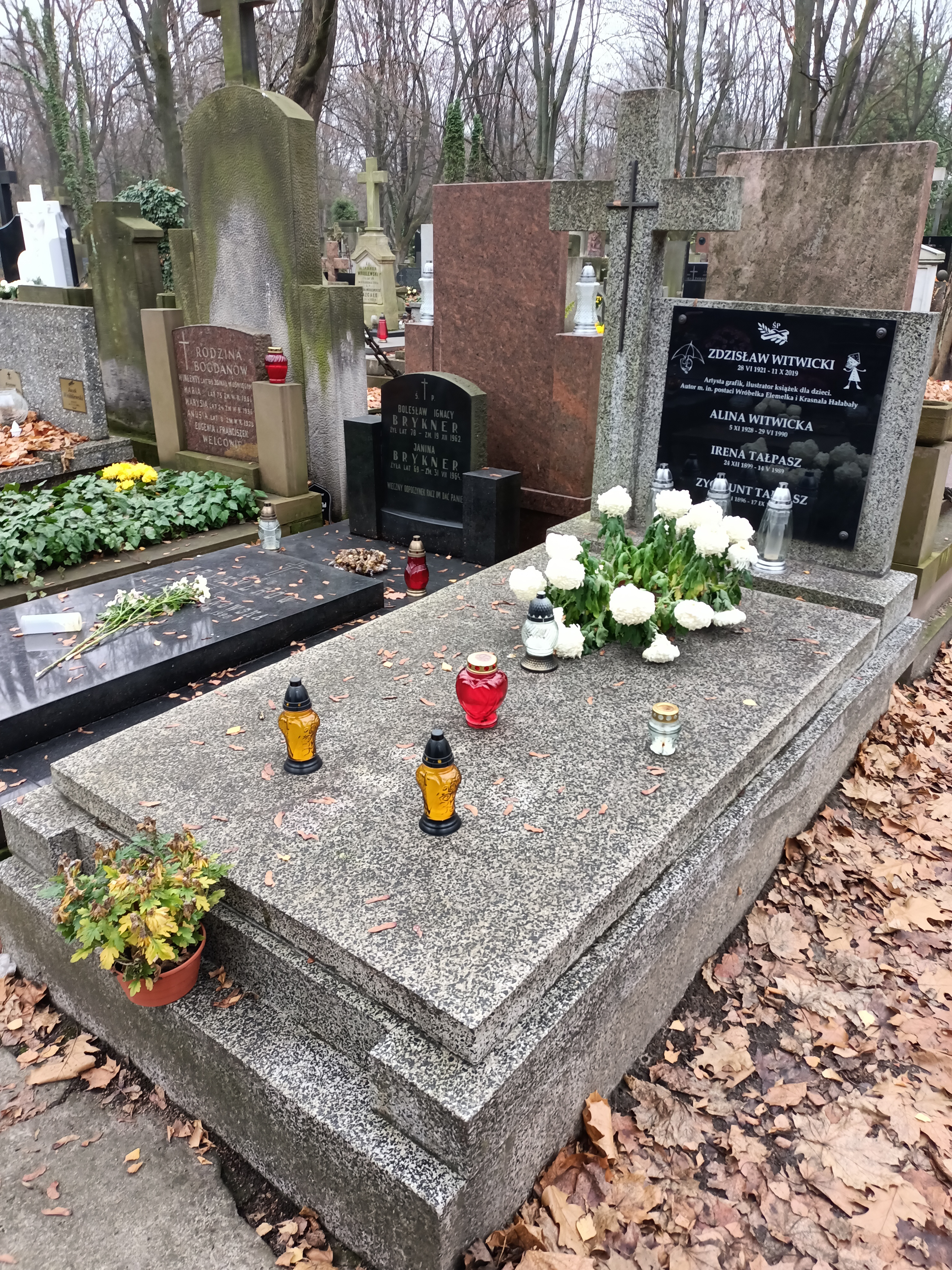
Nagrobek Zdzisława Witwickiego na cmentarzu Powązkowskim w Warszawie

Zdzisław Witwicki (ur. 28 czerwca 1921 w Pruszkowie, zm. 11 października 2019 w Warszawie) – polski ilustrator, malarz.

## Życiorys
Urodził się 28 czerwca 1921 w Pruszkowie. Miał młodszą siostrę, dzieciństwo spędził w Kole nad Wartą.
Na początku II wojny światowej w wyniku nalotu bombowego w Kutnie zginął jego ojciec. Podczas okupacji niemieckiej pracował fizycznie na kolei.
Po wojnie, w 1946 podjął studia na ASP w Warszawie, które ukończył w pracowni grafiki pod kierunkiem prof. Tadeusza Kulisiewicza. Dyplom obronił w roku 1955. W latach 1952–1986 pracował w wydawnictwie Nasza Księgarnia, w którym był redaktorem artystycznym. Stale współpracował również z Ruchem, Krajową Agencja Wydawniczą oraz Ludową Spółdzielnią Wydawniczą oraz ze „Świerszczykiem”, „Misiem”, „Płomykiem” i „Płomyczkiem”, dla których stworzył kilkaset ilustracji i okładek.
Jest twórcą ilustracji przeszło 70 książek dla dzieci, a zwłaszcza najbardziej rozpoznawalnego Krasnala Hałabały oraz Wróbelka Elemelka. Był również ilustratorem kalendarzy, pocztówek, okładek płyt gramofonowych (np. dla Tonpressu), przeźroczy i slajdów z bajkami i legendami, pocztówki.
Jego imieniem jest nazwane Miejskie Przedszkole Nr 31 w Warszawie, dla którego zaprojektował logo Małej Syrenki. Dlatego też w czerwcu 2005 roku odbyło się nadanie nazwy „Małej Syrenki” i oficjalnym logo przedszkola został właśnie ten rysunek artysty. Mała Syrenka stanowi ważny element łączący postać ilustratora Zdzisława Witwickiego z przedszkolakami. Jako bajkowa postać przybliża dzieciom tajniki twórczości oraz zapoznaje z innymi bohaterami stworzonymi przez autora. Specjalnie dla przedszkola Pan Witwicki namalował Małą Syrenkę w różnych sytuacjach związanych z życiem placówki. Powstała prawdziwa galeria Małej Syrenki.
W dniu 1 września 2008 r. na podstawie Uchwały Rady m. st. Warszawy Przedszkolu Nr 31 nadano imię Zdzisława Witwickiego – ilustratora książek dla dzieci.
W dniu 21 listopada 2009 r. w Przedszkolu nr 31 im. Zdzisława Witwickiego w Warszawie przy ul. Kruczej 19 odbyło się inauguracyjne spotkanie „Klubu Przyjaciół Twórczości Zdzisława Witwickiego”. W seminarium wzięli udział znakomici goście: Bohater spotkania Zdzisław Witwicki – ilustrator książek dla dzieci, Maria Kulik – prezes Polskiej sekcji IBBY, Hanna Ratyńska wieloletni redaktor naczelny czasopisma dla nauczycieli Wychowanie w Przedszkolu” oraz nauczyciele z Przedszkola nr 31 im. Zdzisława Witwickiego w Warszawie, Przedszkola nr 293 w Warszawie oraz Przedszkola nr 1 im. Krasnala Hałabały w Kobyłce. Spotkaniu towarzyszyła wystawa prac artysty z kolekcji Przedszkola nr 31.
Syn Rafał ukończył grafikę na warszawskiej ASP, pracuje w reklamie.
Ostatnie lata życia spędził w domu w Białołęce. Zmarł w Warszawie, pochowany na cmentarzu Powązkowskim (kwatera 113-4-30).

## Wystawy
Ponad 250 wystaw prac w Polsce oraz we Włoszech (Bolonia), Wielkiej Brytanii (Londyn), Czechach (Praha), Słowacji (Bratysława) oraz na Węgrzech (Budapeszt). Jego ilustracje są w stałych ekspozycjach w BWA – Galerii Zamoyskiej w Zamościu, w Muzeum Narodowym w Warszawie, a także w zbiorach prywatnych w Japonii, Niemczech i Włoszech.

## Nagrody i wyróżnienia
- 1961: nagroda w konkursie PTWK Najpiękniejsze Książki Roku 1961 za ilustracje i opracowanie graficzne książki Muchomory
- 1965: Złoty Medal VIII Biennale Sztuki w São Paulo – zbiorowy dla prac wystawionych przez wydawnictwo Nasza Księgarnia
- 1974: Medal Komisji Edukacji Narodowej[3]
- 1978: nagroda na Międzynarodowej Wystawie Sztuki Edytorskiej IBA w Lipsku za ilustracje i opracowanie graficzne książki Szedł Antoszka
- 1983: Nagroda Prezesa Rady Ministrów za całokształt twórczości
- 2000: wyróżnienie w konkursie Współczesna Polska Sztuka Książki w Warszawie za ilustracje do własnych tekstów
- 2001: Medal Polskiej Sekcji IBBY za całokształt twórczości dla dzieci i młodzieży
- 2009: Złoty Medal „Zasłużony Kulturze Gloria Artis”[9]
- 2015: Nagroda ZAiKS-u za całokształt twórczości dla dzieci[10]